# Im Juli
Im Juli (engelska: In July) är en tyskspråkig road-movie från år 2000 av manusförfattaren och regissören Fatih Akın, med Moritz Bleibtreu och Christiane Paul i huvudrollerna.

## Handling
Daniel (Moritz Bleibtreu) liftar någonstans i Bulgarien och upptäcker en bil vid vägkanten. Han frågar föraren Isa (Mehmet Kurtuluş) om han kan få åka med. Isa, som just håller på att gömma ett lik, flyr platsen och kör på Daniel av misstag. Daniel förlorar medvetandet, Isa tror att han kört ihjäl honom och vänder tillbaka. När Daniel vaknar får han åka med i bilen. Under färden ber Isa Daniel berätta hur han hamnat i Sydöstra Europa. Daniels historia visas som en återblick.
Återblicken startar med att Daniel uppsöker en smyckeaffär. Butiksbiträdet Juli (Christiane Paul), som i hemlighet är kär i Daniel, får honom att köpa en maya-ring med en solsymbol. Hon berättar att solen ska föra honom till den rätta kvinnan i livet och ger Daniel dessutom en inbjudan till en fest. Själv har Juli en tatuering på ryggen som visar samma solsymbol.
Under festen träffar Daniel på Melek (Idil Üner), som likaså har en solsymbol på sin t-shirt. Han tror att han har träffat den rätta kvinnan. De tillbringar en natt tillsammans men Melek ska resa till Istanbul och Daniel lämnar henne vid flygplatsen. Juli kom sent till festen och såg Daniel och Melek gå därifrån tillsammans. Hon blir ledsen, bestämmer sig för att söka sitt öde och ställer sig nästa dag och liftar vid motorvägen.
Första personen som stannar är Daniel, som har tänkt följa efter Melek till Istanbul och dyka upp vid ett möte som han vet att Melek ska vara på en viss dag klockan 12 under bron över Bosporen. Bilen som Daniel lånat från sin granne går sönder i Bayern och Daniel och Juli blir tvungna att lifta. En lastbilsförare kör dem till Wien där de byter till en pråm som åker på Donau till Svarta havet. Daniel hamnar i bråk med fartygets besättning på grund av ett missförstånd och han blir kastad över bord i Ungern. En mystisk kvinna, Luna från före detta Jugoslavien, tar med Daniel till Budapest. Där uppsöker de en restaurang. Luna i maskopi med restaurangägaren blandar narkotika i Daniels dryck och stjäl hans maya-ring, pengar och pass. Sedan lämnar de honom på en åker utanför stan.
En bonde hjälper Daniel tillbaka till stan där han upptäcker Luna i begrepp att sälja Maya-ringen. Efter en kort strid får Daniel sin ring tillbaka och som hämnd tar han även Lunas skåpbil. Daniel kör mot den rumänska gränsen men stoppas då han saknar pass. På andra sidan dyker Juli upp och tillsammans påstår de att de är gifta med varandra för att Daniel ska få åka över gränsen. Gränsvakten förstår att de ljuger men han släpper igenom Daniel mot skåpbilen som muta.
Vid nästa bensinmack stjäl Daniel och Juli en ny bil och de kommer fram till en flod som utgör gränsen till Bulgarien. Daniel vill försöka hoppa över floden med bilen. Försöket går snett och de räddar sig simmande till den bulgariska sidan. Daniel och Juli hamnar i gräl och under natten smyger Juli iväg för att ensam resa till Istanbul. Återblicken slutar med att Daniel fortsätter ensam och träffar Isa.
Tillbaka i nutid och vid gränsen till Turkiet har Isa klart för sig att Daniel saknar pass. Gränsvakterna undersöker bilen, upptäcker liket, och Daniel och Isa arresteras. Daniel flyr under ett obevakat ögonblick och tar en buss till Istanbul. Under bussresan blir det klart för honom att han egentligen är kär i Juli. Under tiden övertygar Isa gränsvakterna att liket är hans farbror som dött naturligt i Tyskland, och att han var tvungen att försöka smuggla liket över gränsen då han saknade möjlighet att förflytta det på tillåtet sätt. Gränsvakterna ger honom tillstånd att fortsätta resan.
Vid bron över Bosporen träffar Daniel på Juli och han förklarar att han gjorde hela resan för att träffa kvinnan han älskar, som nu står framför honom. Senare träffar de även Isa och Melek och det visar sig att de var sedan länge ett par.

## Rollista i urval
- Moritz Bleibtreu – Daniel Bannier
- Christiane Paul – Juli
- İdil Üner – Melek
- Mehmet Kurtuluş – İsa
- Jochen Nickel – Leo
- Branka Katić – Luna
- Birol Ünel – Club Doyen

## Utmärkelser
- Deutscher Filmpreis 2001, för Moritz Bleibtreu, Bästa manliga huvudrollsinhavare
- Jupiter 2001
  - Fatih Akın, Bästa regi
  - Moritz Bleibtreu, Bästa manliga huvudrollsinhavare (Tyskland)
- Tromsø International Film Festival 2001, Fatih Akın, Bästa regi[1]